# تيرا (أسطورة)

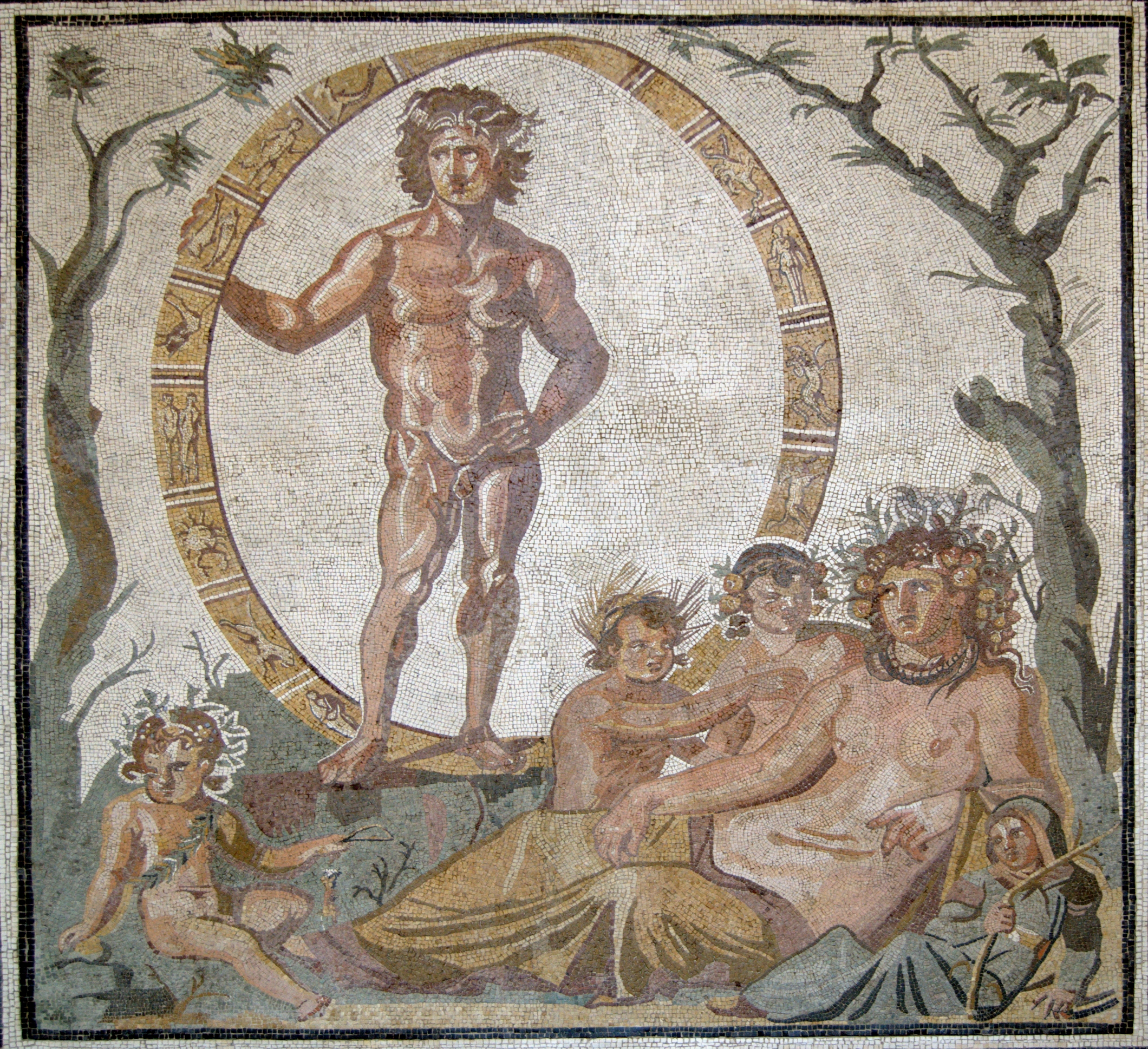
فسيفساء أيونية لتيرا

تيرا (بالإنجليزية: Terra)‏ وهي إلهة الأرض في الميثولوجيا الرومانية، وتعرف أيضاً باسم تيلوس. وقد كان اسم تيرا هو الشائع في العصر الإمبراطوري بينما كان اسم تيلوس هو الشائع في العصر الجمهوري، ذكر المؤرخ فاروس أن تيلوس هو من الآلهة ال20 المهمة في روما وكانت ضمن ال12 آلهة الخاصة بالاعتناء في الزراعة وقد إرتبطت مع سيرس كممثلي لخصوبة الأرض.